# Abu Talib
Abu Talib (24. února 1939, Memphis, Tennessee, USA – 8. října 2009, Lancaster, Kalifornie) byl americký kytarista. 
Narodil se v Memphisu v Tennessee, vyrůstal v Arkansasu a v roce 1956 se přestěhoval do Chicaga. Téhož roku pořídil první nahrávku jako sideman pro harmonikáře Birmingham Jonese. Později koncertoval s Little Walterem. Během své kariéry spolupracoval s mnoha dalšími hudebníky, mezi které patří například Blue Mitchell, John Mayall a Milt Jackson. Zemřel na rakovinu ve věku 70 let.